# Polikarpov Po-2
Polikarpov Po-2 (Russisch: Поликарпов По-2, NAVO-codenaam: Mule = Muilezel) is een in de Sovjet-Unie gebouwde dubbeldekker. Tussen 1928 en 1952 zijn er circa 40.000 exemplaren van gefabriceerd. Het is een van de meest gebouwde vliegtuigen ter wereld.

## Uitvoeringen

Polikarpov Po-2 tekening met 3 aanzichten

De Polikarpov Po-2 was in eerste instantie bedoeld als lesvliegtuig voor militair en civiel gebruik. Het vliegtuig werd ook gebruikt als sproeivliegtuig, ambulancevliegtuig en passagiersvliegtuig.
Na de Duitse inval van de Sovjet-Unie werd het toestel aangepast voor het uitvoeren van militaire taken. Er waren uitvoeringen als lichte nachtbommenwerper, propagandavliegtuig en verkenningsvliegtuig voor de artillerie.

## Nachtheksen
Een eenheid van de luchtmacht van de Sovjet-Unie die geheel uit vrouwen bestond, de nachtheksen, gebruikte het toestel als lichte nachtbommenwerper. Omdat het vliegtuig relatief langzaam en zeer goed manoeuvreerbaar/wendbaar was, hadden Duitse piloten veel moeite met het uitschakelen ervan.